# Defensive Line

Die Defensive Line bilden die Spieler der Defense direkt an der Line of Scrimmage – hier: End – Tackle – Tackle – End.

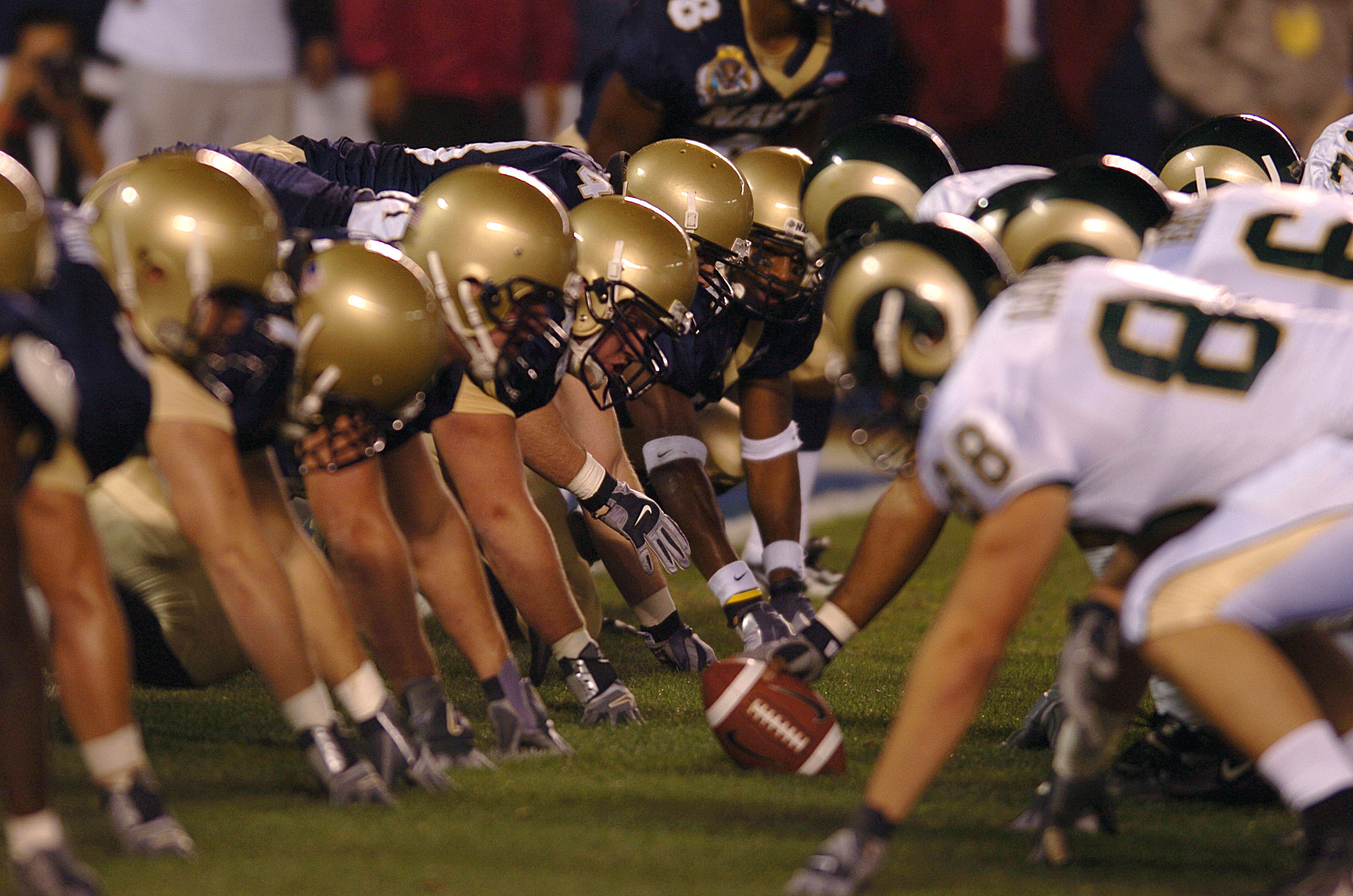
Die Defensive Line (links) steht der Offensive Line gegenüber

Die Defensive Line ist ein Teil der Defense im American Football und besteht in der Regel aus drei bis fünf Spielern. Dabei unterscheidet man die Defensive Ends (DE), die an den Außenseiten der Defensive Line positioniert sind, und die Defensive Tackles (DT), die innen stehen.

## Defensive Tackle
In Formationen mit einer ungeraden Anzahl von Defensive Tackles wird der mittlere oft als Nose Tackle (NT) bezeichnet, da er dann dem gegnerischen Center und damit der Offensive Line mittig gegenübersteht. Früher wurde der Nose Tackle auch als Nose Guard oder Middle Guard bezeichnet. Je nach Position innerhalb der Defensive Line nennt man die Spieler linker (left) oder rechter (right) Defensive Tackle (LDT/RDT).

## Defensive End
Als Defensive End bezeichnet man die Spieler, die am Ende der Defensive Line positioniert sind. Auch bei ihnen findet der Zusatz linker (left) oder rechter (right) Defensive End (LDE/RDE) Verwendung. Die Bezeichnung End ist heute nicht mehr geläufig. Sie bezeichnete in den Anfangsjahren des American Footballs die Spieler, die am Ende der Defensive Line oder am Ende der Offensive Line (heute Wide Receiver) aufgestellt waren.

## Athletik der Spieler
Tackles und Ends unterscheiden sich zudem in ihrer Physis, da die Ends schneller und wendiger sein müssen. Sie sollen Laufspielzüge über die Außenseite verhindern, aber auch den Quarterback (QB) unter Druck setzen. Die Defensive Tackles sind schwerer, da bei ihnen Kraft wichtiger ist als Agilität. Ihre Aufgabe ist es, Läufe durch die Mitte zu verhindern und ebenfalls Druck auf den Quarterback auszuüben.